# Kneecap (Band)
Kneecap (englisch ‚Kniescheibe‘) ist ein irisches Hip-Hop-Trio aus Belfast, bestehend aus den drei Musikern Mo Chara (bürgerlich: Liam Óg Ó hAnnaidh), Móglaí Bap (Naoise Ó Cairealláin) und DJ Próvaí (J.J. Ó Dochartaigh). Sie rappen in einer Mischung aus Irisch und Englisch und behandeln in ihren Texten oft Themen des irischen Republikanismus. Ihre erste Single C.E.A.R.T.A. (irisch: Rechte) wurde 2017 veröffentlicht, gefolgt von ihrem Debütalbum 3CAG im Jahr 2018. Im Juni 2024 veröffentlichte das Trio sein zweites Album Fine Art, gefolgt von einem teils autobiografischen, teils fiktionalen Film im August desselben Jahres.

## Geschichte
Die Band wurde im Jahr 2017 von den drei Musikern Mo Chara (bürgerlich: Liam Óg Ó hAnnaidh), Móglaí Bap (Naoise Ó Cairealláin) und DJ Próvaí (J.J. Ó Dochartaigh) in Belfast gegründet. Ihr Name ist eine Anspielung auf das sogenannte „kneecapping“, einer innerhalb der Provisional Irish Republican Army (IRA) durchgeführten Bestrafung, bei der den Bestraften in eine oder beide Kniescheiben geschossen wurde. Allerdings birgt der Name eine gewisse Ironie, da die IRA häufig auch Drogendealer durch „kneecapping“ bestraft hat. In einem Interview sagte Móglaí Bap über den Namen der Gruppe: „Er ist ironisch – weil wir über Sachen sprechen, für die wir selbst gekneecappt werden könnten.“
Ihre erste Single C.E.A.R.T.A. basiert lose auf einer Erfahrung von Bandmitglied Móglaí Bap. Am Vorabend des Marsches für den Irish Language Act in Belfast sprühte Móglaí Bap zusammen mit einem Freund das Wort „Cearta“ auf eine Bushaltestelle. Die Polizei erwischte die beiden dabei und verhaftete Móglaís Freund, während dieser entkommen konnte. Der Freund weigerte sich, Englisch mit der Polizei zu sprechen, und musste daraufhin eine Nacht in Gewahrsam verbringen, um auf einen Irisch-Dolmetscher zu warten. Nach dem Vorfall wurde C.E.A.R.T.A geschrieben. Ende des Jahres verbannte der Radiosender RTÉ Raidió na Gaeltachta das Lied aus seinem Programm und begründete dies mit den zahlreichen Drogenreferenzen und Flüchen. Kneecap verteidigte den Song als „eine Karikatur des Lebens in West-Belfast“ und „eine satirische Darstellung des Lebens junger Menschen, insbesondere in West-Belfast“.
Ihr erstes Mixtape 3CAG veröffentlichte die Gruppe am 25. Juni 2018. Der Titel ist, als Akronym verschlüsselt, eine Referenz an die Droge MDMA und bedeutet „Trí chonsan agus guta“ (irisch: „Drei Konsonanten und ein Vokal“). Ein Jahr später, im Februar 2019 wurde die Gruppe von der unionistischen Partei Democratic Unionist Party öffentlich stark kritisiert, nachdem Videos von einem Auftritt der Band in der Empire Music Hall in Belfast aufgetaucht waren, in denen die Musiker „Brits Out“ sangen. Einen Tag vor dem Konzert hatten der britische Thronfolger Prinz William und seine Frau Kate einen Auftritt in der gleichen Halle gehabt.
2021 veröffentlichte Kneecap die Single MAM als eine Hommage an ihre Mütter. Das Lied war eine Abkehr von ihrem üblichen Stil, da die Gruppe etwas „Ehrlicheres“ machen wollte. In einem Interview erklärte Mo Chara, dass die Gruppe zeigen wollte, dass „wir euch zwar auf der Bühne umhauen, euch aber auch danach umarmen können. Wir wollten etwas machen, das sentimentaler ist und uns nicht nur ständig auf unsere Männlichkeit festlegen“. Das Trio gab daraufhin auf Instagram bekannt, dass Móglaí Baps Mutter Suizid begangen hatte, kurz bevor der Song veröffentlicht werden konnte. Sie spendeten alle Einnahmen des Liedes an die Organisation Samaritans, die kostenlose Telefonseelsorge bei mentalen Problemen und Suizidgedanken anbietet.
Im Februar 2024 sollte die Gruppe einen Zuschuss in Höhe von 14.250 Pfund von der British Phonographic Industry erhalten. Dieser wurde allerdings vom Department for Business and Trade blockiert. Die konservative Politikerin und britische Wirtschaftsministerin Kemi Badenoch erklärte, dass der Zuschuss nicht an „Menschen vergeben werden sollte, die sich gegen das Vereinigte Königreich selbst stellen“. Kneecap reichte daraufhin Klage gegen die britische Regierung ein. Im November wurde ihnen vor Gericht Recht gegeben und ihnen wurde der Gesamtbetrag zugesprochen. Sie teilten den Zuschuss zwischen zwei Jugendorganisationen auf, die mit protestantischen und katholischen Gemeinschaften in Nordirland arbeiten.
Beim Sundance Film Festival feierte am 18. Januar 2024 der Film Kneecap über die teils fiktive Geschichte der Band seine Uraufführung. Als Nebendarsteller ist Michael Fassbender zu sehen. Am 17. Dezember 2024 wurde der Film auf die Shortlist für die Oscarverleihung 2025 in den Kategorien Bester internationaler Film und Bester Song mit dem Lied Sick in the Head gesetzt. Am 14. Juni 2024 veröffentlichten Kneecap ihr Debütalbum Fine Art, welches von Toddla T produziert wurde und unter anderem einen Gastauftritt von Grian Chatten, dem Sänger der Band Fontaines D.C., enthält. Das Album erreichte Platz 43 der britischen und Platz zwei der irischen Albumcharts.

## Politische Ansichten und Engagements
Kneecap sind stark mit dem irischen Republikanismus verbunden, der eine Wiedervereinigung Irlands und damit ein Ende der britischen Kontrolle über den Norden der Insel anstrebt. Das Trio bezeichnet sich selbst als „Republican Hoods“ und ihre Fans als „Fenians“. Ihre Musik, die auf Irisch gesungen wird, fördert die irische Sprache als Akt des Widerstands. Kneecap sind lautstarke Kritiker der PSNI, der britischen Regierung und politischen Akteuren wie Arlene Foster. Ihre Kritik bezieht sich dabei vor allem auf Themen wie Klassenungleichheit und dabei vor allem die Probleme der Arbeiterklasse. In ihren Texten verbinden sie politische Kritik mit sozialen Problemen und Themen wie Sucht und psychischer Gesundheit.
Kneecap sind öffentliche Unterstützer eines unabhängigen Palästinas und zeigen sich bei ihren Konzerten häufig mit palästinensischen Flaggen. Auch in verschiedensten Interviews und Talkshows bekundete die Gruppe ihre Solidarität mit Palästina und den Menschen dort. Im Januar 2021 waren sie Teil einer Aktion der „Ireland Palestine Solidarity Campaign“, bei der über 1000 irische Künstler zu einem Boykott des Staates Israel aufriefen. Die Band hat außerdem enge Verbindungen zu einem Fitnessstudio im Aida-Flüchtlingslager in Palästina, für das sie Spenden gesammelt haben. Beim Coachella 2025 warf die Band dem Staat Israel Völkermord an den Palästinensern im Gazastreifen vor und verbreitete Parolen wie „Fuck Israel!“ Sie wurden daraufhin durch den Veranstalter von den deutschen Festivals Hurricane und Southside ausgeladen. Im Mai 2025 wurde das Bandmitglied Liam Óg Ó hAnnaidh wegen einer terroristischen Straftat angeklagt. Ihm wird vorgeworfen, in einem Londoner Konzertsaal eine Flagge der in Großbritannien verbotenen im Libanon agierenden proiranischen Terrormiliz Hisbollah gezeigt zu haben.

## Stil und Auftreten
Kneecap verbinden Hip-Hop mit Techno und traditioneller irischer Musik. Sie benutzen für ihre Texte sowohl die englische als auch die irische Sprache. DJ Próvaí trägt während Konzerten häufig eine Sturmhaube in den irischen Nationalfarben grün-weiß-orange. Die Band unterstützt den irischen Republikanismus, der eine irische Wiedervereinigung anstrebt.

## Diskografie
Studioalben

| Jahr | Titel Musiklabel             | Höchstplatzierung, Gesamtwochen, AuszeichnungChartplatzierungen (Jahr, Titel, Musiklabel, Platzierungen, Wochen, Auszeichnungen, Anmerkungen) | Höchstplatzierung, Gesamtwochen, AuszeichnungChartplatzierungen (Jahr, Titel, Musiklabel, Platzierungen, Wochen, Auszeichnungen, Anmerkungen) | Anmerkungen                         |
| Jahr | Titel Musiklabel             | UK | IE | Anmerkungen                         |
| ---- | ---------------------------- | --- | --- | ----------------------------------- |
| 2024 | Fine Art Heavenly Recordings | UK43 (1 Wo.)UK | IE2 (6 Wo.)IE | Erstveröffentlichung: 14. Juni 2024 |

Singles

| Jahr | Titel Album                 | Höchstplatzierung, Gesamtwochen, AuszeichnungChartplatzierungen (Jahr, Titel, Album, Platzierungen, Wochen, Auszeichnungen, Anmerkungen) | Höchstplatzierung, Gesamtwochen, AuszeichnungChartplatzierungen (Jahr, Titel, Album, Platzierungen, Wochen, Auszeichnungen, Anmerkungen) | Anmerkungen                                                     |
| Jahr | Titel Album                 | UK | IE | Anmerkungen                                                     |
| ---- | --------------------------- | --- | --- | --------------------------------------------------------------- |
| 2017 | C.E.A.R.T.A. –              | — | IE79 (… Wo.)IE | Erstveröffentlichung: 30. Dezember 2017 Charteinstieg erst 2025 |
| 2019 | H.O.O.D. –                  | — | IE23 (5 Wo.)IE | Erstveröffentlichung: 28. März 2019 Charteinstieg erst 2025     |
| 2021 | Guilty Conscience –         | — | IE30 (3 Wo.)IE | Erstveröffentlichung: 14. Oktober 2021 Charteinstieg erst 2025  |
| 2024 | Better Way to Live Fine Art | — | IE65 (3 Wo.)IE | Erstveröffentlichung: 15. November feat. Grian Chatten          |

Weitere Singles
- 2018: Amach Anocht
- 2019: Geal-Gigolos
- 2019: Fenian Cunts
- 2019: Get Your Brits Out
- 2020: Mam (feat. Dyrt)
- 2021: Thart Agus Thart
- 2023: It’s Been Ages
- 2024: Sick in the Head
- 2024: Fine Art
- 2024: Love Making (feat. Nino)
- 2024: Fine Art (Remixes)
- 2025: H.O.O.D (2025)

Musikvideos
- 2017: C.E.R.T.A.
- 2018: Amach Anocht
- 2018: Tá Na Baggies Ar An Talamh (feat. MC Muipéad)
- 2019: H.O.O.D.
- 2019: Geal-Gigolos
- 2021: Guilty Conscience
- 2021: Thart Agus Thart
- 2023: It’s Been Ages
- 2023: Better Way to Live (feat. Grian Chatten)
- 2024: Sick in the Head
- 2024: Love Making (feat. Nino)